# Aeroportul Ballera
Aeroportul Ballera (IATA: BBL, ICAO: YLLE) este un aeroport din Queensland, Australia.
Situat la o altitudine de 120 m, aeroportul dispune de o singură pistă. Este operat de Santos⁠(d).